# Березовка
Березовка (на украински: Березівка) е град в Южна Украйна, Березивски район на Одеска област.
Основан е през 1802 година. Населението му е около 13 421 души.